# Gult bockhorn
Gult bockhorn (Ibicella lutea) är en martyniaväxtart som först beskrevs av John Lindley, och fick sitt nu gällande namn av Van Eselt.. Enligt Catalogue of Life ingår Gult bockhorn i släktet ibicellor och familjen martyniaväxter, men enligt Dyntaxa är tillhörigheten istället släktet ibicellor och familjen martyniaväxter. Arten förekommer tillfälligt i Sverige, men reproducerar sig inte. Inga underarter finns listade i Catalogue of Life.

## Bildgalleri

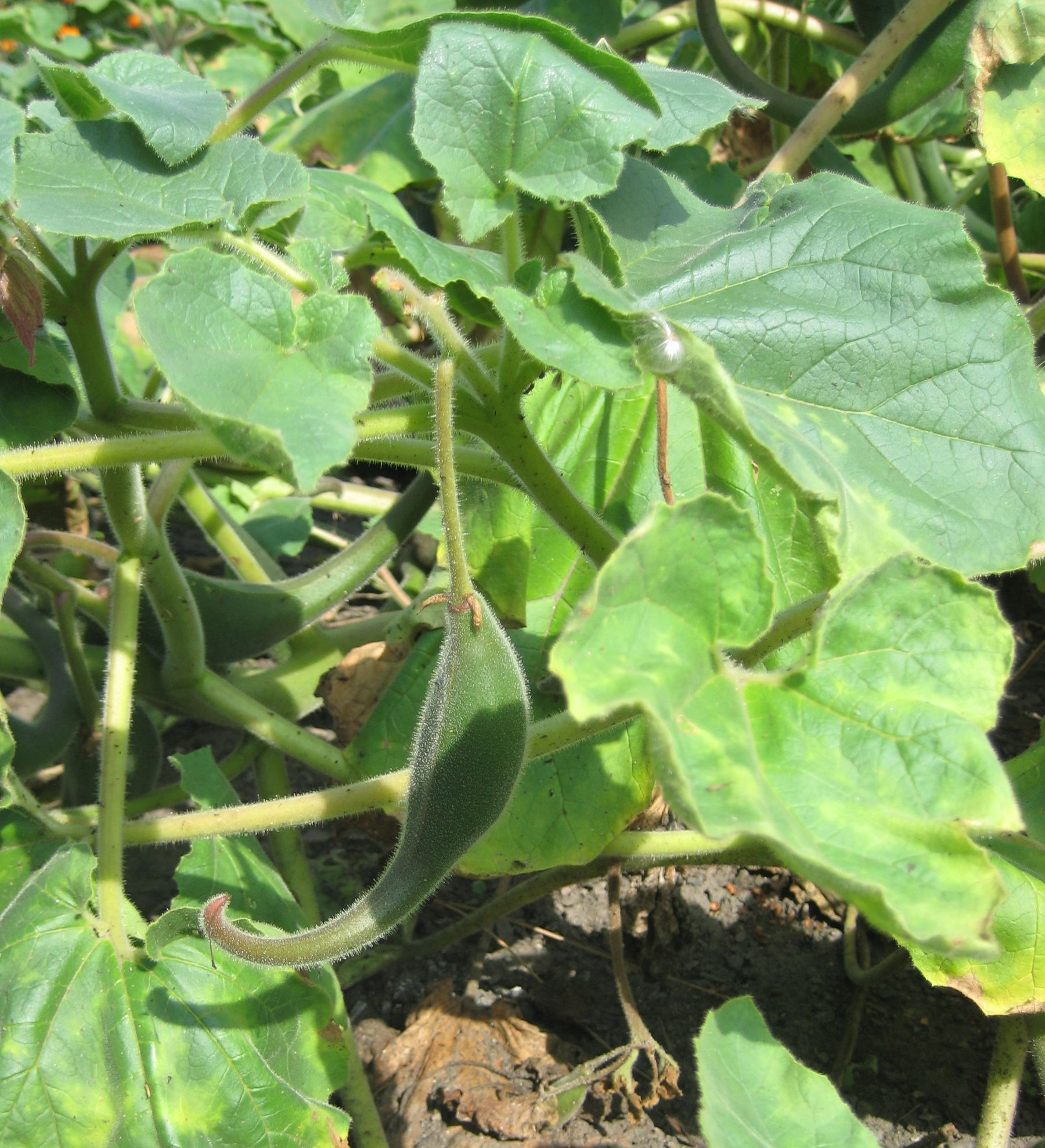
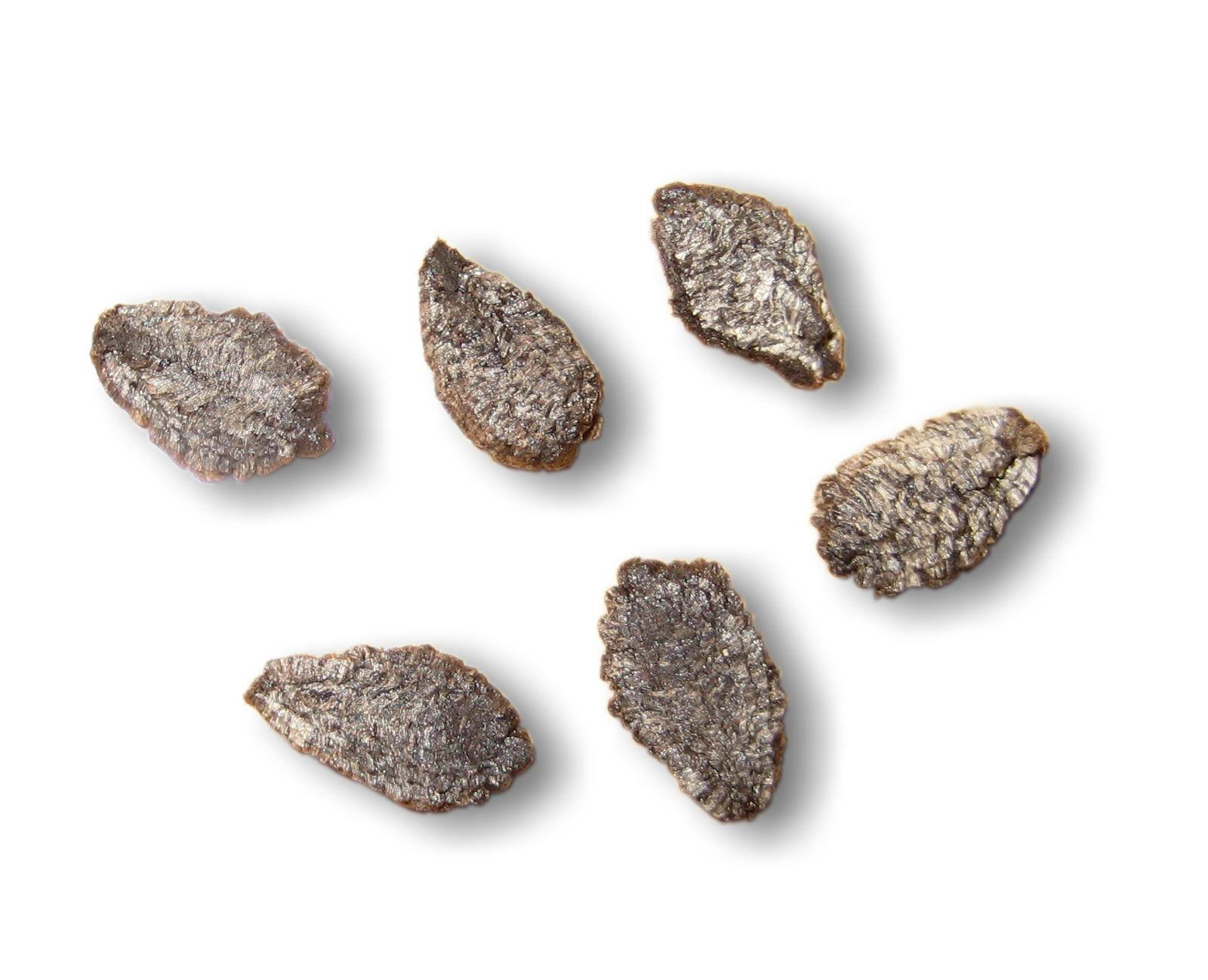